# جائزة موناكو الكبرى 1967
جائزة موناكو الكبرى 1967 هو سباق فورمولا 1 أقيم بتاريخ 7 مايو 1967 في حلبة موناكو، مونت كارلو. كان الثاني من أصل 11 في بطولة العالم لسباقات الفورمولا واحد موسم 1967. حلّ النيوزلندي ديني هولم أولا بينما جاء البريطاني غراهام هيل في المركز الثاني.